# Sony Ericsson Vivaz
Das Vivaz ist ein Smartphone von Sony Ericsson, welches im März 2010 erschien. Es läuft mit dem Symbian-Betriebssystem und wird über einen Touchscreen bedient. Der Name Vivaz kommt aus dem Spanischen und bedeutet so viel wie ausgelassen oder lebhaft.

## Technische Merkmale
Das Hauptmerkmal des Vivaz ist die 8,1-Megapixel-Kamera, die Videos mit 1280 × 720 Pixel in HD aufnimmt. Der 3,2 Zoll große Touchscreen kann mit dem Finger oder dem mitgelieferten Stylus bedient werden. Das Smartphone wurde mit WLAN und HSPA ausgestattet, sodass man schnell surfen oder Videos hochladen kann. Das Vivaz verfügt über 75 MB freien, internen Speicher, allerdings wird von Sony Ericsson eine microSD-Speicherkarte mit einer Kapazität von 8 GB mitgeliefert. Das Smartphone verfügt über GPS, sodass es mit entsprechender Software über die Funktionen eines mobilen Navigationssystems verfügt. Der integrierte MP3-Player spielt die Dateiformate MP3, WMA, WAV, RA, AAC, M4A, WMV, RV, MP4 und 3GP ab.

## Vivaz Pro
Das Sony Ericsson Vivaz pro verfügt über eine zusätzliche ausziehbare QWERTZ-Tastatur, hat aber im Gegensatz zu seinem Vorgänger eine 5-MP-Kamera.